# Diffa (regija)
Diffa je jedna od sedam regija Nigera čiji je glavi grad Diffa. Prostire se na 156.906 kilometara kvadratnih i ima 589.531 stanovnika. Smještena je na samom jugoistoku države te graniči s regijom Agadez na sjeveru, regijom Zinder na zapadu te državama Nigerijom na jugu te Čadom na istoku. Većina stanovništva živi sjedilački, čak 85 %, a 15 % su nomadi.

## Podjela regije
Regija se dijeli na tri departmana, a to su:
- Departman DIffa
- Departman Maïne-Soroa
- Departman N'guigmi